# Tony Pope
Pour les articles homonymes, voir Pope (homonymie).
Tony Pope, né le 22 mars 1947 et mort le 11 février 2004 à Burbank (Californie), est un acteur américain.

## Filmographie
- 1962 : Les Jetson (The Jetsons) (série télévisée) : Additional Voices (voix)
- 1981 : Spider-Man (série télévisée) (voix)
- 1984 : Pole Position (série télévisée) (voix)
- 1984 : Transformers (série télévisée) : A3 / Wreck-Gar (voix)
- 1986 : Mystérieusement vôtre, signé Scoubidou (The All-New Scooby and Scrappy-Doo Show) (série télévisée) (voix)
- 1986 : Fou de foot (TV) : Dingo (voix)
- 1988 : Qui veut la peau de Roger Rabbit (Who Framed Roger Rabbit) de Robert Zemeckis : Goofy Goof / Zeke "Big Bad" Wolf (voix)
- 1990 : Les Extraterrestres en balade (Spaced Invaders) de Patrick Read Johnson : Giggywig (voix)
- 1990 : Super Baloo (TaleSpin) (série télévisée) : Gus / Joe the Barber / Additional Voices (voix)
- 1991 : James Bond Junior (série télévisée) (voix)
- 1992 : Frozen Assets de George Trumbull Miller : Voice Actor (voix)
- 1993 : Hello Kitty (série télévisée) : Papa (voix)
- 1997 : Zorro (série télévisée) : Sgt. Garcia (voix)
- 1998 : Bio Zombie : Boss / Sushi Chef / Movie Actor 1 / Zombies
- 1999 : Arc the Lad (série télévisée) : Mayor Galuano (voix)
- 1999 : Le Roi et moi (The King and I) : Burmese Emissary (voix)
- 2000 : Hello Kitty (série télévisée) : Papa (voix)
- 2000 : The Prince of Light : Vishwarmitra (voix)
- 2000 : Rurouni Kenshin (série télévisée) : Additional Voices (voix)
- 2001 : Disney's tous en boîte (House of Mouse) (série télévisée) : Geppetto (voix)
- 2001 : Marco Polo: Return to Xanadu : Babu / Foo-Ling / Reginald the Seagull
- 2004 : The Nutcracker and the Mouseking (vidéo) : Father (voix)